# Elimaida
Elimaida (en griego antiguo: Ἐλυμαΐς, romanizado: Elimais, en latín: Elymais), junto con su vecina Susis o Susina, formaban una región en la que existió una continuación del reino de Elam desde el siglo II a. C. a principios del III. La región constituyó, la satrapía de Susiana, que existió bajo el Imperio aqueménida y el Imperio seléucida, una región o provincia con cierta autonomía bajo el Imperio parto y una provincia regular bajo el Imperio sasánida. En general se considera que ocupaba la región entre el sureste de los montes Zagros y Persis (o sea, la región occidental del antiguo reino de Elam, llamada durante la existencia de Elam como reino independiente, Susis o Susina, nombre que para la época del Imperio parto, haría referencia sólo a una parte de la vieja Susiana, ya que la otra había pasado a ser conocida como Elimaida), pero algunos autores clásicos la nombran formando parte de Asiria y extendiéndose desde esta última hasta Susis. Plinio el Viejo la extiende hasta el Golfo Pérsico al sur  (lo mismo dice Estrabón). Claudio Ptolomeo sitúa el límite norte en el río Euleo (Plinio el Viejo, Historia natural 6.135.), afluente del río Karún, y por el este con el Oratis, que hacía frontera con Pérsida (Persis) al este, hasta Caracene, dejando también al sur el Golfo Pérsico.

## División política:eparquíasy pueblos
Estaba dividida en tres distritos o eparquías: Gabiana, Masabática y Corbiana. Los distritos de Sitacene  y Apoloniatis podrían también corresponder a esta región. Los pueblos de los coseos o (en latín: cossaei), los paretacos y uxios (en latín, uxii), vivían muy probablemente, o casi seguramente allí. Los primeros, probablemente descendientes de los casitas, habitaban la parte norte-centro, mientras que los uxios, el noreste. De los 'paratacas, no se conoce la zona de dominio dentro del país (si es que realmente habitaron allí).

## Geografía
Las principales ciudades fueron:
- Susa
- Seleucia de Elymiada o Seleucia de Susina (también Soloce)
- Sosirate
- Badaca
- Elimais

Algunos de los ríos eran el Eulaeos, el Hedifón o (en latín Hedypnus), el Oroatos y el Coprates.

## Susis o Susina y Elimaida
Susis y Elimaida, a pesar de su proximidad, eran territorios separados pero en la misma región (la región que englobaba a ambos era denominada Susis o Susina). 

### Susina y Elimaida bajo los seléucidas
Bajo el Imperio seléucida formaron parte de la misma satrapía (que llevaba el mismo nombre que la región, Susina). 
El rey seléucida, Antíoco III el Grande, habría tenido en sus ejércitos, tropas de arqueros elimaidos, y al enfrentar dificultades económicas, saqueó un templo elimaido dedicado al antiguo dios mesopotámico, Marduk o Bel, cuya localización no ha sido aún identificada, robando valioso tesoros, con los que escapó a Ecbatana, donde encontró la muerte en 187 a. C., asesinado por los elimaidos en un atentado (como venganza de los elimaidos por el saqueo). 
Otro rey seléucida, Antíoco IV, uno de los hijos de Antíoco III, según algunas fuentes, también habría intentado saquear un templo elimaido dedicado a la antigua diosa griega Artemisa, para luego expropiarlo, pero los nativos habrían organizado una resistencia y, quizás, un contraataque, mediante el cual habrían obligado a las tropas de Antíoco IV a retirarse, habiéndolo matado durante la retirada o la contraofensiva (o tal vez el saqueo habría sido exitoso, sin intenciones de expropiar el templo e incluso, posiblemente sin resistencia y/o contraataque local —aunque probablemente sí, pero estos habrían fallado—, y durante la vuelta de las tropas de Antíoco IV, en venganza, habría sido asesinado.
El gobierno de Antíoco IV, había sido el último período de gran esplendor del Imperio seléucida, dado que tras su muerte el imperio comenzaría su decadencia viéndose envuelto en distintas crisis de sucesión y diversas guerras dinásticas, perdiendo grandes extensiones de territorio, que se independizarían o serían conquistadas por otras potencias.
En la satrapía seléucida de Susina, surgirían líderes locales, y el país comenzaría a desaparecer de los registros y las fuentes clásicas y de otros orígenes cada vez más a medida avance el tiempo. La información que tenemos acerca del país, va siendo más escasa a medida nos acercamos a la Era cristiana, y escasea aún más, a medida esta avanza. Las únicas fuentes de información sobre el país y sus líderes son, casi exclusivamente, las monedas (además de otros pocos escritos). El orden y las fechas exactas de los gobiernos de los líderes locales, pierden exactitud en el orden ya mencionado.

### Susina y Elimaida bajo los partos
En el Imperio parto, parece que Elimaida y Susina, constituían una unidad política autónoma o semiautónoma bajo vasallaje de Partia, llamada Elimaida, gobernada por príncipes locales.
Los elimaidos (cuya capital era posiblemente Soloce), guerrearon con los susinos (cuya capital era Susa), y según Estrabón, levantaron un ejército de trece mil caballeros. En los documentos procedentes de Ezra, los elimaidos y los susianos son nombrados por separado.
Cuando Ardacher I, se rebeló contra el dominio parto, conquistó todo su territorio, anulando todas las unidades autónomas, semi-autónomas y semiindependientes que allí coexistían, matando a sus líderes locales, y subordinando sus territorio. Así llegó el fin de la unidad política autónoma o semiautónoma de Elimaida, y pasó a ser una provincia más dentro del Imperio sasánida, la provincia de Susis o Susina, que se cree, también englobaba a Elimaida y Susina (la parte occidental del antiguo Elam).

## Monedas
Las monedas representaban reyes, que no se sabe si eran partos o elimaidos (ya que esa información no nos ha llegado por ningún medio).
Las monedas están basadas en los estándares griegos, pero la imagen real está basada en modelos partos.

## Líderes

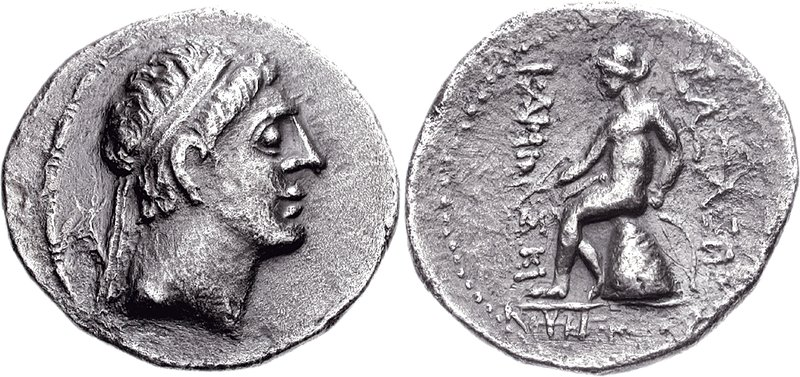
Anverso y reverso de una moneda elimaida del, acuñada durante el gobierno de Kamnaskires II Nicéforo (145 a. C. a 139 a. C.), con su rostro de perfil en el frente de la moneda.

Dos soberanos son nombrados en la Biblia: Quedorlamer (contemporáneo de Abraham) y Arioch (contemporáneo de Nabucodonosor II). Pero, según el Antiguo Testamento, los contemporáneos a los dos soberanos que la misma menciona, serían un rey de Babilonia (Nabucodonosor II), y un patriarca hebreo (), ambos personajes, muy anteriores a la formación de la provincia autónoma de Elimaida, por lo cual se los considera legendarios. Los soberanos conocidos de la época del Imperio parto fueron:
- Kamnaskires I Soter (hacia 147 a. C.)
- Kamnaskires II Nicéforo (145 a. C. – 139 a. C.)
- Okkonapses (usurpador hacia 139 a. C.)
- Tigraios (138 a. C./137 a. C. – 133 a. C./132 a. C.)
- Desconocidos de 133 a. C./132 a. C. a 82 a. C./81 a. C.
- Kamnaskires III (82 a. C. o 81 a. C. – 75 a. C.)
- Desconocidos de 75 a. C. a 60 a. C.
- Kamnaskires IV (en 62 a. C. o 61 a. C./59 a. C. o 58 a. C. y en 56 a. C./55 a. C.)
- Desconocido 55 a. C. a 36 a. C.
- Kamnaskires V y sus sucesores (36 a. C./35 a. C.)
- Desconocidos desde 35 a. C. hasta la sumisión al Imperio Sasánida, excepto:
- Orodes I (primera mitad del siglo I)
- Orodes II (segunda mitad del siglo I)
- Fraates (finales del siglo I y principios del II)
- Kamnaskires - Orodes III (segunda mitad del siglo II)
- Orodes IV (segunda mitad del siglo II)
- Orodes V (finales del siglo II)
- Oroes (?) (siglo II)

El nombre deriva del reino de Elam.